# Quần đảo Solor
Quần đảo Solor (tiếng Indonesia: Kepulauan Solor) là một nhóm các đảo trong nhóm lớn hơn gọi là quần đảo Nusa Tenggara (quần đảo Sunda Nhỏ) trong lãnh thổ của Indonesia, với giới hạn về phía tây là đảo Flores và về phía đông là eo biển Alor, chia tách nó với quần đảo Alor. Về phía bắc là nhánh phía tây của biển Banda, trong khi về phía nam, vượt qua biển Savu là tới đảo Timor. Các đảo lớn nhất trong quần đảo này, theo chiều từ tây sang đông có: Solor, Adonara và Lembata (tên cũ Lomblen), và còn nhiều đảo nhỏ khác.
Về mặt hành chính, quần đảo Solor thuộc tỉnh Đông Nusa Tenggara.
Ngoài ngôn ngữ chính thức là tiếng Indonesia, dân cư trong khu vực quần đảo Solor còn nói tiếng Lamaholot như là một ngôn ngữ chung (lingua franca). Tại đây có nhiều ngôn ngữ địa phương, chẳng hạn như tiếng Adonara, được sử dụng cục bộ trên các đảo Adonara và Solor.